# Big Brother and the Holding Company
Big Brother and the Holding Company è un gruppo musicale rock statunitense che si è formato nel 1965, parte della scena musicale psichedelica di San Francisco che ha prodotto gruppi come Grateful Dead, Quicksilver Messenger Service e Jefferson Airplane. Del gruppo fece parte all'inizio, e per i primi due album, la cantante Janis Joplin. Dopo essersi sciolto nel 1972, si è riunito nel 1987.

## Storia del gruppo
Il gruppo si formò nel 1965 ed era formato da Sam Andrew e James Gurley alla chitarra, Peter Albin al basso e David Getz alla batteria; quando incominciava a essere noto nell’ambiente del quartiere di Haight-Ashbury a San Francisco, grazie al produttore musicale Chet Helms, venne ingaggiata nel 1966 Janis Joplin come cantante. Il 10 giugno 1966 Joplin si esibì per la prima volta col gruppo sul palco dell'Avaloon Balleroom di San Francisco. Il gruppo firma un contratto con l'etichetta Mainstream con la quale pubblica un primo album omonimo di canzoni folk e blues anche se dal vivo la loro musica era etichettabile come acid-rock.
Il gruppo si esibì nel 1967 al Festival di Monterey a seguito del quale vennero contattati dal manager Albert Grossman che gli fece pubblicare nel 1968 un secondo album con la Columbia Records, Cheap Thrills, che li fece imporre all’attenzione del pubblico di tutto il mondo grazie a brani come Summertime, Ball and Chain e Piece Of My Heart. L'album in pochi mesi vendette circa un milione di copie; successivamente venne inserito alla posizione 338 dei 500 migliori album di tutti i tempi della rivista Rolling Stone. Dopo quest'album, a dicembre 1968, Joplin decise di lasciare il gruppo per proseguire da sola. Il gruppo prosegue pubblicando altri due album con diverse cantanti fino al 1972 quando si scioglie. Venne riformato con diversi musicisti, vent'anni dopo, pubblicando nel 1999 un quinto album, Do What You Love, con la cantante Lisa Battle, mentre nel 2006 pubblica l'album live Hold Me: Live in Germany con la cantante Sophia Ramos.

## Formazione

### Formazione attuale
- Peter Albin – basso (1965-1968, 1969-1972, 1987-presente)
- Dave Getz – batteria, piano (1966-1968, 1969-1972, 1987-presente)
- Tom Finch – chitarra (1997-2008, 2015–presente)
- Darby Gould - voce (2015–presente)
- David Aguilar – chitarra (2018–presente)

### Ex componenti
- Sam Andrew – chitarra, voce (1965-1968, 1969-1972, 1987-2015)
- James Gurley – chitarra (1965-1968, 1969-1972, 1987-1997)
- Chuck Jones – batteria (1965-1966)
- Janis Joplin - voce (1966-1968)
- Nick Gravenites - voce (1969-1972)
- Kathi McDonald - voce (1969-1972)
- Dave Schallock - chitarra (1969-1972)
- Mike Finnigan - organo, voce (1971-1972)
- Lisa Battle - voce (1997-2005)
- Sophia Ramos - voce (2005-2008)
- Ben Nieves – chitarra (2008-2015)
- Kate Russo Thompson - voce, violino elettrico e tastiere (1998, 2003-2008, 2015–presente)
- Cathy Richardson - voce (2011-2015)
- Tommy Odetto – chitarra (2015–2018)

## Discografia

### Album in studio
- 1967 - Big Brother and the Holding Company (Mainstream Records)
- 1968 - Cheap Thrills (Columbia Records)
- 1970 - Be a Brother  (Columbia Records)
- 1971 - How Hard It Is (Columbia Records)
- 1999 - Do What You Love

### Album dal vivo
- 1983 - Cheaper Thrills
- 1984 - Live (riedizione di Cheaper Thrills, Rhino Records)
- 1997 - Can't Go Home Again (Legend Records)
- 1998 - Live at Winterland '68
- 2006 - Hold Me: Live in Germany (Cheap Thrills Records)
- 2012 - Live at the Carousel Ballroom (Legacy Records)

### Raccolte
- 1986 - Joseph's Coat (Edsel Records)
- 1997 - Can't Go Home Again  (Legend Records)
- 1999 - Do What You Love (Cheap Thrills Records)
- 2008 - The Lost Tapes (Airline Records)
- 2010 - Ball & Chain (Charly Records)